# Ivád
Ivád è un comune dell'Ungheria di 435 abitanti (dati 2001). È situato nella contea di Heves.